# Середня Пурла
Середня Пурла́ (рос. Средняя Пурла) — селище у складі Таштагольського району Кемеровської області, Росія. Входить до складу Усть-Кабирзинського сільського поселення.

## Населення
Населення — 3 особи (2010; 14 у 2002).
Національний склад (станом на 2002 рік):
- росіяни — 50 %
- шорці — 29 %